# Tracy Nelson
Tracy Kristine Nelson (25 de octubre de 1963) es una actriz y escritora estadounidense. Es hija del cantante de Rock and roll Rick Nelson.

## Carrera
Con apenas cuatro años de edad, Tracy interpretó a una de las hijas de Henry Fonda y Lucille Ball en la película Yours, Mine and Ours (1968). Nelson estudió ballet por 17 años con Tania Lachine y salió de gira por California con una compañía de baile cuando aún estaba en el colegio. Luego estudió teatro con Kim Stanley y Nina Foch. En 1982, interpretó a Jennifer DeNuccio en la serie de televisión Square Pegs, y en 1986 actuó en Down and Out in Beverly Hills.
Su papel más reconocido y recordado es el de la "Hermana Stephanie" en la popular serie de televisión Los misterios del padre Dowling. También obtuvo papeles regulares en series como Glitter, A League of Their Own  y The Man From Snowy River. Entre las décadas de 1980 y 1990 realizó apariciones en series como Family Ties, St. Elsewhere, Murphy Brown, The Nanny, 7th Heaven, Melrose Place, Will and Grace, Matlock y Seinfeld.

## Filmografía
- Yours, Mine and Ours (1968)
- Glitter (1984) (TV)
- Maria's Lovers (1984)
- Down and Out in Beverly Hills (1986)
- The Drug Knot (1986) (TV)
- Pleasures (1986) (TV)
- Kate's Secret (1986) (TV)
- Tonight's the Night (1987) (TV)
- If It's Tuesday, It Still Must Be Belgium (1987) (TV)
- Fatal Confession: A Father Dowling Mystery (1987) (TV)
- Highway Heartbreaker (1992) (TV)
- Perry Mason: The Case of the Reckless Romeo (1992) (TV)
- No Child of Mine (1993) (TV)
- Ray Alexander: A Taste for Justice (1994) (TV)
- The Adventures of Mary-Kate & Ashley: The Case of the Mystery Cruise (1995) (Video)
- The Adventures of Mary-Kate & Ashley: The Case of the Sea World Adventure (1995) (Video)
- Ray Alexander: A Menu for Murder (1995) (TV)
- For Hope (1996) (TV)
- Touched By Evil (1997) (TV)
- The Night Caller (1998)
- The Promise (1999) (TV)
- The Perfect Nanny (2000)
- Home the Horror Story (2000)
- Perfect Game (2000) (Video)
- The Perfect Tenant (2000)
- Dumb Luck (2001)
- Fangs (2001)
- Killer Bees! (2002) (TV)
- Her Perfect Spouse (2004) (TV)
- A Killer Upstairs (2005) (TV)
- Miracle at Sage Creek (2005)
- The Rival (2006) (TV)
- A Grandpa for Christmas (2007) (TV)
- Polar Opposites (2008)
- A Fatal Obsession (2014)
- The Wrong Child (2016) (TV)